# Róża dla Eklezjastesa
Róża dla Eklezjastesa (tyt. oryg. A Rose for Ecclesiastes) – zbiór opowiadań Rogera Zelazny’ego, jak również opowiadanie zawarte w tym zbiorze. Tytuł nawiązuje do biblijnej księgi Koheleta (z gr. Ekklesiastes), opowiada o fanatyzmie religijnym rasy marsjańskiej będącej na wymarciu. Opowiadanie otrzymało nagrodę Nebula, w Polsce zostało przetłumaczone przez Bożenę Jóźwiak.
Opowiadanie zostało po raz pierwszy opublikowane w listopadowym numerze The Magazine of Fantasy and Science Fiction w 1963 roku wraz ze specjalną okładką autorstwa Hannesa Boka. Następnie zostało zamieszczone w zbiorze opowiadań The Doors of His Face, The Lamps of His Mouth, and Other Stories (Bramy jego twarzy, Lampy jego ust), wydanym przez Doubleday w 1971 (ISBN 0-385-08216-9). W Polsce zbiór ten ukazał się w 1998 roku nakładem Domu Wydawniczego Rebis pod zmienionym tytułem Róża dla Eklezjastesa (ISBN 83-7120-481-7). Wydanie to odpowiada rozszerzonej wersji oryginału, ze zmienioną kolejnością. Istnieje również angielskie wydanie zbioru opowiadań A Rose For Ecclesiastes  z 1969r.

## Opowiadania
W nawiasach podano kolejność w wersji amerykańskiej.
1. Furie, The Furies (wydanie rozszerzone, 16)
2. Cmentarzysko serca, The Graveyard Heart (wydanie rozszerzone, 17)
3. Bramy jego twarzy, lampy jego ust, The Doors of His Face, The Lamps of His Mouth (1)
4. Róża dla Eklezjastesa, A Rose for Ecclesiastes (4)
5. Ta śmiertelna Góra, This Mortal Mountain (7)
6. Diabelski Samochód, Devil Car (3)
7. Jedna chwila burzy, This Moment of the Storm (8)
8. Lucyfer, Lucifer (15)
9. Człowiek, który kochał faioli, The Man Who Loved the Faioli (14)
10. Miłość to liczba urojona, Love Is An Imaginary Number (13)
11. Corrida, Corrida (12)
12. Boskie Szaleństwo, Divine Madness (11)
13. Potwór i Dziewica, The Monster and the Maiden (5)
14. Mania Zbieracza, Collector's Fever (6)
15. Wielcy, powolni Królowie, The Great Slow Kings (9)
16. Klucze do Grudnia, The Keys to December (2)
17. Eksponat Muzealny, A Museum Piece (10)